# مریلین کول
مریلین کول (انگلیسی: Marilyn Cole؛ زادهٔ ۷ مهٔ ۱۹۴۹) مانکن است. مریلین کول یک مانکن مشهور مجله پورنوگرافی ( پلی بوی) است، که بعنوان اولین مانکن بزرگسال حاضرشد کاملاً برهنه مقابل دوربین عکاسی مجله پلی بوی در یک کتابخانه شخصی بایستد. و این مجله با انتشار این عکس در ژانویه سال ۱۹۷۲ تابو و سنت های بسیاری را شکاند و از آن تاریخ به بعد این مانکن تبدیل به یک الگوی قوی برای تمامیه زنان و دختران فعال در این زمینه شد. خانم کول همچنان در قید حیاط هستند و در ایالات متحده آمریکا زندگی می کنند.